# Trinity Street, Cambridge
Trinity Street (cunoscută anterior ca High Street) este o stradă din centrul orașului Cambridge, Anglia. Strada continuă la nord sub numele de St John's Street, iar la sud sub numele de King's Parade și apoi Trumpington Street.
Strada poartă numele colegiului Trinity College, care se află pe partea de vest a acesteia. Tot pe stradă, la sud, se află și Colegiul Gonville și Caius. Curțile St Michael's și St Mary's din Gonville și Caius se află dincolo de Trinity Street, pe un teren care înconjoară biserica St Michael's. Curtea St. Michael's a fost finalizată în anii 1930, când a fost construită partea sa sudică.
Trinity Lane pleacă de pe Trinity Street spre vest, între Trinity College și Gonville și Caius, întorcându-se spre sud prin spatele Gonville și Caius, care duce la Trinity Hall⁠(d) și Clare College⁠(d).

## Istoric
Michaelhouse⁠(d), un fost colegiu al Universității din Cambridge, a fost înființat în ziua de Sfinții Arhangheli Mihail și Gavriil din 1324. A fost numit după biserica parohială Sfântul Mihail de pe magna strata sau High Street, așa cum era cunoscută atunci strada Trinity Street. Michaelhouse a fost combinat cu King's Hall pentru a forma Trinity College în 1546.
Bowes & Bowes⁠(d) a fost o librărie și o editură situată pe strada Trinity nr. 1, la colțul cu King's Parade. Avea pretenția de a fi cea mai veche librărie din Regatul Unit, întrucât în acest loc se vindeau cărți încă din 1581. Bowes & Bowes s-a închis în 1986, iar succesorul său, Sherratt & Hughes, s-a închis în 1992. De atunci, locul a fost ocupat de librăria Cambridge University Press.

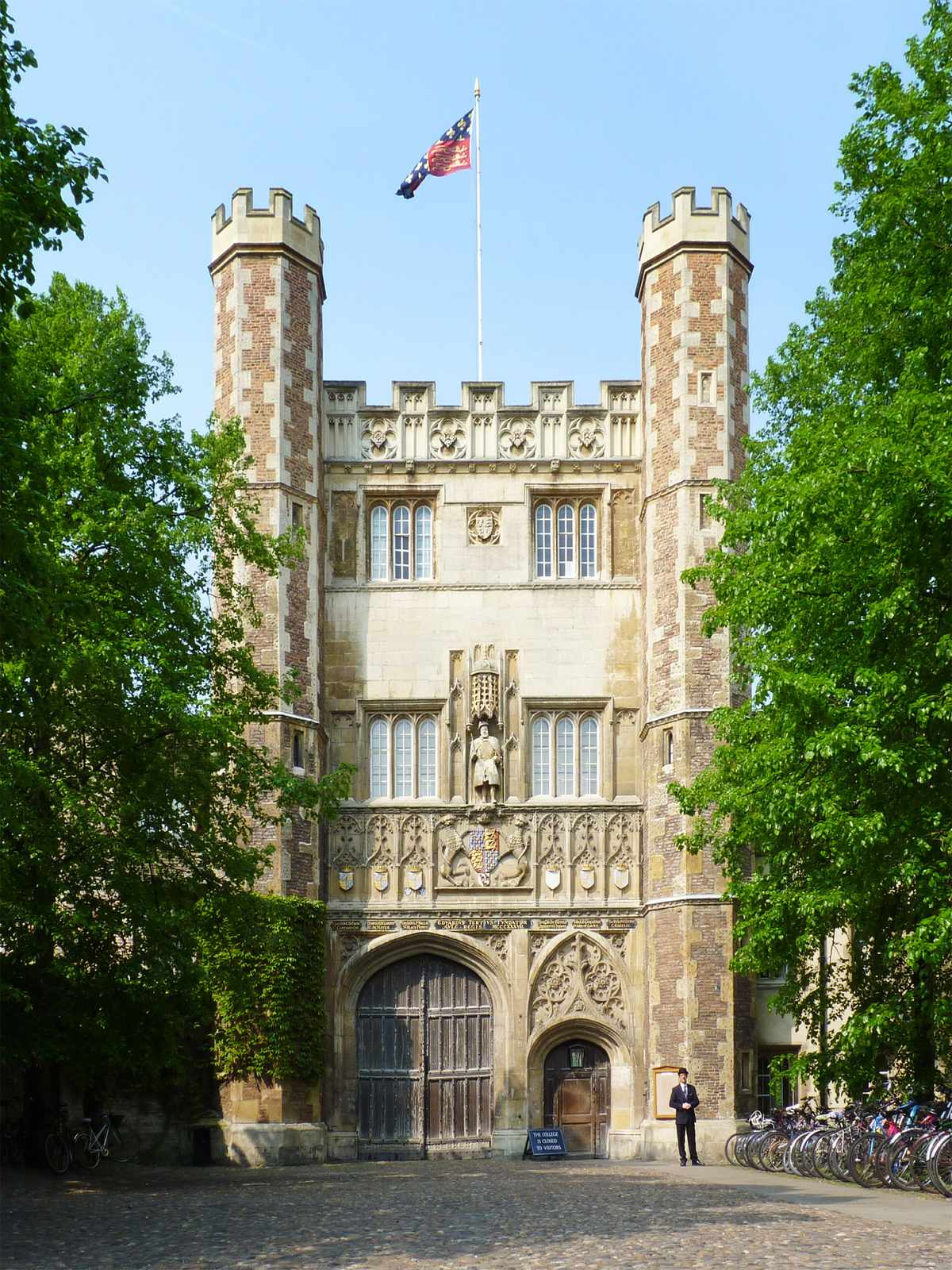
Poarta Mare a Trinity College de pe Trinity Street.

Tipografia și editura victoriană W. Metcalfe and Son se afla pe Trinity Street înainte de a se muta pe strada învecinată St Mary's Street.
Librăria Heffers⁠(d) se află pe partea de est a străzii Trinity Street. În prezent, aceasta face parte din Blackwell's.
Clubul Hawks' Club, un club social fondat în 1872 pentru sportivii de la universitate, se afla inițial pe Trinity Street, dar în anii 1890 s-a mutat într-o proprietate deținută de St John's College în All Saints' Passage.